# West Valley (Nueva York)
West Valley es un área no incorporada (o conocidas como aldea) ubicada en el condado de Cattaraugus en el estado estadounidense de Nueva York. West Valley se encuentra ubicada dentro del pueblo de Ashford.

## Geografía
West Valley se encuentra ubicada en las coordenadas 42°24′10″N 78°36′36″O / 42.40278, -78.61000.